# آواز پاییزی
" Chanson d'automne " ("آواز پاییزی") شعری از پل ورلین (1844-1896) ، و یکی از مشهورترین شعرها در زبان فرانسه است . این مجموعه در اولین مجموعه‌شعر ورلن یعنیPoèmes saturniens ، منتشر شده در سال 1866 گنجانده شده است. این شعر بخشی از قسمت "Paysages tristes" ("مناظر غم‌انگیز") مجموعه را تشکیل می دهد. 
در جنگ جهانی دوم از خطوط شعر برای ارسال پیام های ویژه عملیات ویژه (SOE) به مقاومت فرانسه در مورد زمان حمله آینده نرماندی استفاده شد .

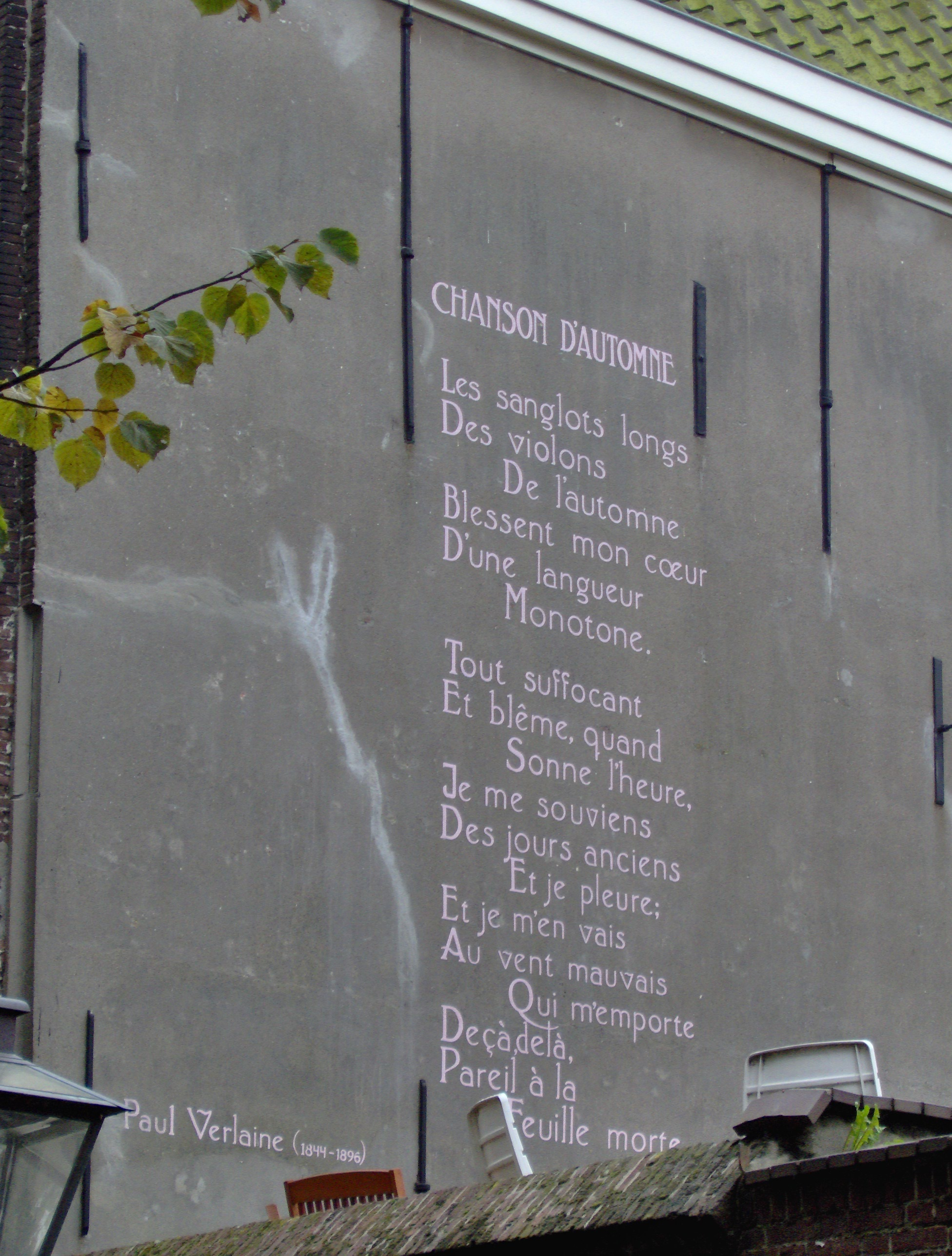
Chanson d'automne